# Matilda Caragiu Marioțeanu
Matilda Caragiu Marioțeanu (Argos Orestiko, 20 de julho de 1927 — Bucareste, 11 de março de 2009) foi uma linguista e professora romena. Além disso, foi membro correspondente da Academia Romena em 1993 e 2004 e era irmã do ator Toma Caragiu.
Graduou-se na Faculdade de Letras e Filosofia de Romênia e publicou duas teses sobre linguística a fim de expandir o estudo da língua romena e sua história. Em 1999, recebeu o título de professor honorário pela Universidade de Bucareste por expandir os cursos de letras nessa universidade. Além de receber várias condecorações em instituições educacionais da Áustria, Caragiu conquistou sete prêmios no ramo da educação.
Ela também publicou um grande número de livros didáticos, paradidáticos, enciclopédicos e literários. A maioria de suas obras se dedicaram a falar sobre os dialetos falados nos países do Oriente Europeu. Os mais conhecidos são Aromânii și aromâna în conștiința contemporană e Compendiu de dialectologie română (nord- și sud-dunăreană).